# Abdul Hassan
Abdul Hassan est un commandant rebelle libyen qui commande la brigade Al Horia. Il participe à la guerre civile libyenne de 2011 en commandant sa brigade lors de la bataille de Tawarga.